# Leopold von Wülknitz
Graf Leopold August von Wülknitz (* 1680 in Neu-Wülcknitz; † 28. November 1759) war Hofmarschall der Sophie Dorothea von Hannover, Mutter von Friedrich II., König von Preußen.

## Leben

### Herkunft und Familie
Von Wülcknitz entstammte dem uradeligen Adelsgeschlecht Wülknitz aus Anhalt. Er war Sohn des Amtshauptmann Christoph Heinrich von Wülknitz (1640–1700) und dessen Ehefrau Sophie Eleonore, geb. von Bomstorff. Er hatte zwei Brüder und eine Schwester, darunter den preußischen Hauptmann Carl Heinrich († 1704 bei der Schlacht von Höchstädt) und Ludwig. Er heiratete 1705 Louise Charlotte Freiin von Danckelman († 1720). Nach ihrem Tode heiratete er 1722 im Berliner Dom Louisa Karolina Charlotta von Erlach. Er hinterließ mit Louise Charlotte zwei Töchter, darunter Sophie Wilhelmine Charlotte (1725–1806), welche den Kammerdirektor Leopold von Goerne heiratete.

### Karriere
Anfangs wirkte von Wülknitz als Kämmerer am Württembergischen Hofe. Am 10. August 1708 erwarb er zahlreiche Güter von Fürst Leopold I. von Anhalt-Dessau, darunter Neuwülknitz, Fraßdorf, Quellendorf und Klein Leipzig bei Thurland. 1716 wurde er zum Kammerherrn im preußischen Hofe und nachfolgend zum Geheimen Kriegsrat ernannt. 1724 kaufte er das Gut Edderitz vom preußischen Kammergerichtsrat Strimesius. 1733 wurde er zum Geheimen Rat und vermutlich auch zum Legationsrat ernannt. 1734 ließ er ein Palais in der Berliner Lindenstraße erreichen. Seit 1740 wirkte er als Hofmarschall der Sophie Dorothea von Hannover. Am 5. November 1743 wurde er von König Friedrich II. von Preußen in den Grafenstand erhoben.